# Stephan Carduck
Stephan Carduck (* 3. September 1986) ist ein ehemaliger deutscher Basketballspieler.

## Werdegang
Der aus Aachen stammende Carduck war Schüler am Internat Schloss Hagerhof.  Der 1,98 Meter große Flügelspieler gehörte ab der Saison 2003/04 zum Zweitligaaufgebot der Dragons Rhöndorf und spielte bis 2006 für die Mannschaft.
In der Saison 2006/07 nahm er am Training des Bundesligisten RheinEnergie Köln teil und wurde in vier Begegnungen der Basketball-Bundesliga eingesetzt. Er wechselte zur Saison 2007/08 zum FC Schalke 04 in die 2. Bundesliga ProA, verließ die Mannschaft jedoch im Oktober 2007 wieder. Carduck ging zum Studium nach Freiburg und spielte im weiteren Verlauf der Saison 2007/08 für die zweite Mannschaft des USC Freiburg in der Oberliga. 2008 wurde er in Freiburgs Zweitligamannschaft aufgenommen und bestritt im Spieljahr 2008/09 mit dem USC 22 Einsätze in der 2. Bundesliga ProB. 2009 wechselte Carduck zum UBC Münster in die 1. Regionalliga. Mit der Münsteraner Hochschulauswahl wurde er 2011 und 2013 mit Köln deutscher Basketball-Hochschulmeister. Auf Vereinsebene spielte er für die RheinStars Köln, zuletzt in der Saison 2015/16.
Beruflich wurde Carduck, der 2015 in Köln eine Doktorarbeit abschloss, als Jurist tätig.